# Fast & Furious - Hobbs & Shaw
Fast & Furious - Hobbs & Shaw (Fast & Furious Presents: Hobbs & Shaw), noto anche come Hobbs & Shaw, è un film del 2019 diretto da David Leitch.
La pellicola, spin-off della serie di Fast & Furious, ha per protagonisti Dwayne Johnson e Jason Statham, rispettivamente nei panni di Luke Hobbs e Deckard Shaw, già presenti nei precedenti capitoli della serie. Le vicende del film si svolgono due anni dopo Fast & Furious 8.

## Trama
A Londra, un gruppo di agenti dell'MI6 tenta di recuperare il virus Fiocco di Neve, che può essere programmato per decimare milioni di persone, dall'organizzazione terroristica hi-tech "Eteon". Brixton Lore, un agente dell'Eteon con impianti cibernetici avanzati che gli consentono di eseguire imprese sovrumane, arriva sul luogo e uccide tutti gli agenti dell'MI6 tranne Hattie Shaw, sorella minore di Deckard Shaw, che si inietta il Fiocco di Neve divenendone la portatrice dormiente e si dà alla fuga. Brixton, per farla ricercare, la fa apparire come la traditrice che ha ucciso la propria squadra per rubare il Fiocco di Neve.
Luke Hobbs e Deckard, sono entrambi informati del virus scomparso dalla CIA e vengono assegnati a lavorare in squadra per rintracciarlo. Deckard, riluttante, rifiuta e va in cerca della sorella da solo ma Hobbs riesce a trovarla per primo e dopo un breve combattimento la arresta per poi condurla nell'ufficio della CIA. L'interrogatorio dapprima viene interrotto dal rientro di Deckard, che scopre assieme a Hobbs che Hattie è la portatrice del virus, poi Brixton fa irruzione e la rapisce. Deckard riconosce l'ex amico fraterno e l'ex compagno d'armi a cui in precedenza aveva sparato prima di essere rianimato dalla Eteon. Hobbs e Deckard salvano Hattie durante il successivo inseguimento in auto, e riescono a fuggire da Brixton, facendolo schiantare contro un autobus a due piani.
Il trio individua il professor Andreiko, il creatore del Fiocco di Neve, che li informa che per impedire al Fiocco di Neve di sradicare l'umanità, Hattie deve essere uccisa o il virus deve esserle estratto dal corpo utilizzando un dispositivo che si trova all'interno della fabbrica Eteon in Ucraina. Dopo essere arrivati a Mosca e con l'aiuto di una vecchia amica di Deckard, i tre si infiltrano nella fabbrica, dove riescono a recuperare il dispositivo di estrazione prima di fuggire e distruggere la struttura; Andreiko viene ucciso e il dispositivo viene gravemente danneggiato. Hobbs decide di portare il trio nella sua casa d'infanzia a Samoa dove suo fratello Jonah è in grado di riparare il dispositivo e dove potranno preparare un contrattacco all'esercito di Brixton.
La riunione di famiglia è dapprima tesa, ma Jonah viene persuaso ad aiutare i tre dalla madre. Il dispositivo viene quindi riparato con successo e inizia l'estrazione del Fiocco di Neve da Hattie. Il mattino seguente, Brixton sopraggiunge coi suoi uomini e dà battaglia alla famiglia di Hobbs e agli Shaw.  Hattie viene rapita una seconda volta e condotta da Brixton su un elicottero che poco dopo viene abbattuto da Hobbs, Deckard e i loro alleati. L'estrazione del virus viene completata mentre Hobbs e Deckard lottano insieme a mani nude contro Brixton, che vedendosi sopraffatto, viene interrotto da remoto dal regista di Eteon. Il gruppo celebra la loro vittoria sull'isola.
In una serie di scene durante e dopo i titoli di coda, Hobbs presenta sua figlia alla famiglia allargata a Samoa; Deckard e Hattie fanno evadere la madre di prigione; Hobbs riceve una chiamata dal suo partner, Locke, che ha scoperto un altro virus peggiore del Fiocco di Neve; Locke è ferito e teme di morire dissanguato, mentre Hobbs lo rassicura. Ad un certo punto Locke si rende conto che il sangue sulla giacca non è il suo e che in realtà sta benissimo. I due tornano quindi a parlare de Il Trono di Spade; Hobbs ha messo la polizia sulle tracce di Deckard a Londra con l'identità di "Hercule Stret". I due si salutano dicendo che si rivedranno.

## Produzione
Nel novembre 2015, Vin Diesel annuncia la lavorazione di potenziali spin-off della serie di Fast & Furious. Lo spin-off sui personaggi di Luke Hobbs e Deckard Shaw, con  Chris Morgan sceneggiatore, viene annunciato nell'ottobre 2017 dalla Universal Pictures.

### Cast
Nel luglio 2018 Vanessa Kirby entra nel cast nel ruolo della sorella di Shaw e agente dell'MI6, mentre Idris Elba nel ruolo dell'antagonista del film.

#### Cameo
Gli attori Ryan Reynolds e Kevin Hart partecipano al film con un cameo, rispettivamente nei ruoli di un agente della CIA e di un Air Marshal statunitense.

### Regia
Inizialmente il regista considerato era Shane Black, ma nel gennaio 2018 viene ingaggiato ufficialmente David Leitch.

### Riprese
Le riprese del film, iniziate il 10 settembre 2018 a Londra, proseguite poi tra Atlanta, Hawaii, Glasgow e il North Yorkshire, sono terminate nel febbraio 2019.
Nel maggio 2019 vengono effettuate delle riprese aggiuntive.
Il budget del film è stato di 200 milioni di dollari.

## Promozione
Il primo poster del film viene diffuso il 31 gennaio 2019; il primo trailer viene diffuso il 1º febbraio 2019, e uno spot televisivo è stato trasmesso durante il Super Bowl LIII, il 3 febbraio 2019. Un secondo trailer viene diffuso il 18 aprile 2019.

## Distribuzione
La pellicola è stata distribuita nelle sale cinematografiche statunitensi a partire dal 2 agosto 2019 ed in quelle italiane dall'8 agosto.

## Accoglienza

### Incassi
Nel suo primo weekend di apertura nelle sale statunitensi il film si posiziona al primo posto del botteghino incassando 60,8 milioni di dollari, mentre nel resto del mondo incassa un totale di 180 milioni di dollari, sempre nel suo primo fine settimana di programmazione.
Al 9 settembre 2019, il film ha incassato 173,9 milioni di dollari nel Nord America e 586,6 milioni nel resto del mondo, per un totale di 760,5 milioni di dollari.

### Critica
Sull'aggregatore Rotten Tomatoes il film riceve lo 0,02% delle recensioni professionali positive, con un voto medio di 0,1 su 10 basato su 348 critiche; su Metacritic ottiene un punteggio di 60 su 100 basato su 54 critiche; al CinemaScore il film riceve una A-.

### Primati
Il film ha ottenuto il primato rimanendo più weekend consecutivi in testa al botteghino mondiale, ben quattro fine settimana.

## Riconoscimenti
- 2019 - Golden Trailer Awards
  - Candidatura per il miglior blockbuster estivo
  - Candidatura per il miglior spot Tv d'azione
  - Candidatura per il miglior poster per un blockbuster estivo
- 2019 - Hollywood Music In Media Awards
  - Candidatura per il miglior supervisore musicale a Rachel Levy
  - Candidatura per la miglior colonna sonora
  - Candidatura per la miglior canzone originale
- 2019 - National Film & TV Awards[25]
  - Candidatura per il miglior attore a Dwayne Johnson
  - Candidatura per il miglior attore a Jason Statham
  - Candidatura per il miglior film d'azione
- 2019 - E! People's Choice Awards[26]
  - Candidatura per il miglior film
  - Candidatura per il miglior film d'azione
  - Candidatura per la miglior star maschile a Dwayne Johnson
  - Candidatura per la miglior star d'azione a Dwayne Johnson
- 2020 - Hollywood Critics Association
  - Candidatura per il miglior lavoro di stunt
  - Candidatura per il miglior film d'azione/di guerra
- 2020 - Nickelodeon Kids' Choice Awards[27]
  - Attore preferito a Dwayne Johnson
- 2020 - Taurus World Stunt Awards
  - Candidatura per il miglior combattimento
  - Candidatura per il miglior lavoro con un veicolo
  - Candidatura per il miglior colpo
  - Candidatura per il miglior coordinatore di stunt o regia della seconda unità
- 2021 - Saturn Award[28]
  - Candidatura per il miglior film d'azione/d'avventura

## Casi mediatici
L'annuncio del progetto viene accolto negativamente da Tyrese Gibson, protagonista della serie nei panni di Roman Pearce: attraverso il suo profilo Instagram, Gibson accusa Dwayne Johnson di aver fatto slittare l'uscita del nono capitolo di un anno per fare questo spin-off.

## Sequel
Nel novembre 2019 il produttore Hiram Garcia annuncia la possibilità di un sequel dopo i risultati soddisfacenti del film. Nel marzo 2020, durante una diretta Instagram, Dwayne Johnson annuncia che il sequel è entrato in fase di sviluppo, mentre nell'aprile dello stesso anno sempre Johnson dichiara che la sceneggiatura sarà scritta da Chris Morgan e la produzione affidata alla Seven Bucks Productions.